# Episodi di DuckTales - Avventure di paperi

## Prima stagione (1987-1988)
DuckTales - Avventure di paperi debutta il 18 settembre 1987 con l'episodio pilota Il tesoro del sole d'oro, di 97 minuti. Successivamente, nel mese di novembre del 1987, i cinque episodi che formano il pilota vennero trasmessi singolarmente.
| nº | Titolo originale                                                    | Titolo italiano                                                       | Prima TV USA      |
| -- | ------------------------------------------------------------------- | --------------------------------------------------------------------- | ----------------- |
| 1  | The Treasure of the Golden Suns: Part 1 - Don't Give Up the Ship    | Il tesoro del sole d'oro (prima parte) - Non abbandonate la nave      | 18 settembre 1987 |
| 2  | The Treasure of the Golden Suns: Part 2 - Wronguay In Ronguay       | Il tesoro del sole d'oro (seconda parte) - Viaggio nel Ronguay        | 18 settembre 1987 |
| 3  | The Treasure of the Golden Suns: Part 3 - Three Ducks of the Condor | Il tesoro del sole d'oro (terza parte) - I tre paperi del condor      | 18 settembre 1987 |
| 4  | The Treasure of the Golden Suns: Part 4 - Cold Duck                 | Il tesoro del sole d'oro (quarta parte) - Paperi a sangue freddo      | 18 settembre 1987 |
| 5  | The Treasure of the Golden Suns: Part 5 - Too Much of a Gold Thing  | Il tesoro del sole d'oro (quinta parte) - La febbre dell'oro          | 18 settembre 1987 |
| 6  | Send in the Clones                                                  | Caccia alla Numero Uno                                                | 21 settembre 1987 |
| 7  | Sphinx for the Memories                                             | Paperino e la mummia vivente                                          | 22 settembre 1987 |
| 8  | Where No Duck Has Gone Before                                       | Viaggio nel Paperspazio                                               | 23 settembre 1987 |
| 9  | Armstrong                                                           | Armstrong, il robot                                                   | 24 settembre 1987 |
| 10 | Robot Robbers                                                       | I robot costruttori                                                   | 25 settembre 1987 |
| 11 | Magica's Shadow War                                                 | La guerra delle ombre                                                 | 28 settembre 1987 |
| 12 | Master of the Djinni                                                | Il genio della lampada                                                | 29 settembre 1987 |
| 13 | Hotel Strangeduck                                                   | Il mistero del fantasma                                               | 30 settembre 1987 |
| 14 | Lost Crown of Genghis Khan                                          | La corona perduta di Gengis Khan                                      | 1º ottobre 1987   |
| 15 | Duckman of Aquatraz                                                 | Fuga da Acquatraz                                                     | 2 ottobre 1987    |
| 16 | The Money Vanishes                                                  | È sparito il denaro!                                                  | 5 ottobre 1987    |
| 17 | Sir Gyro de Gearloose                                               | Sir Archimede Pitagorico                                              | 6 ottobre 1987    |
| 18 | Dinosaur Ducks                                                      | Dinosauropaperi                                                       | 7 ottobre 1987    |
| 19 | Hero for Hire                                                       | Un eroe a noleggio                                                    | 8 ottobre 1987    |
| 20 | Superdoo!                                                           | La gemma dei superpoteri                                              | 9 ottobre 1987    |
| 21 | Maid of the Myth                                                    | I vichinghi all'opera                                                 | 12 ottobre 1987   |
| 22 | Down & Out in Duckburg                                              | Su e giù per Paperopoli                                               | 13 ottobre 1987   |
| 23 | Much Ado About Scrooge                                              | Molto rumore per nulla                                                | 14 ottobre 1987   |
| 24 | Top Duck                                                            | Top Jet                                                               | 15 ottobre 1987   |
| 25 | Pearl of Wisdom                                                     | La perla del potere                                                   | 16 ottobre 1987   |
| 26 | The Curse of Castle McDuck                                          | La maledizione del castello di zio Paperone                           | 19 ottobre 1987   |
| 27 | Launchpad's Civil War                                               | La guerra privata di Jet                                              | 20 ottobre 1987   |
| 28 | Sweet Duck of Youth                                                 | Le dolci piume della giovinezza                                       | 21 ottobre 1987   |
| 29 | Earth Quack                                                         | Paperremoto                                                           | 22 ottobre 1987   |
| 30 | Home Sweet Homer                                                    | Ritorno a Itaquack                                                    | 23 ottobre 1987   |
| 31 | Bermuda Triangle Tangle                                             | Il triangolo delle Bermude                                            | 26 ottobre 1987   |
| 32 | Micro Ducks from Outer Space                                        | Micro-paperi di un'altra dimensione                                   | 27 ottobre 1987   |
| 33 | Back to the Klondike                                                | Ritorno al Klondike                                                   | 28 ottobre 1987   |
| 34 | Horse Scents                                                        | Sfida all'ultimo derby                                                | 29 ottobre 1987   |
| 35 | Scrooge's Pet                                                       | Il cucciolo di Paperone                                               | 30 ottobre 1987   |
| 36 | Catch as Cash Can: Part 1 - A Drain on the Economy                  | Duello all'ultimo dollaro (prima parte) - I Bassotti all'attacco      | 2 novembre 1987   |
| 37 | Catch as Cash Can: Part 2 - A Whale of a Bad Time                   | Duello all'ultimo dollaro (seconda parte) - La balena pirata          | 3 novembre 1987   |
| 38 | Catch as Cash Can: Part 3 - Aqua Ducks                              | Duello all'ultimo dollaro (terza parte) - Paperi marini               | 4 novembre 1987   |
| 39 | Catch as Cash Can: Part 4 - Working for Scales                      | Duello all'ultimo dollaro (quarta parte) - Chi è il papero più ricco? | 5 novembre 1987   |
| 40 | Merit-Time Adventure                                                | Avventure sui mari                                                    | 6 novembre 1987   |
| 41 | The Golden Fleecing                                                 | Il vello d'oro                                                        | 16 novembre 1987  |
| 42 | Ducks of the West                                                   | Zio Paperone e il petrolio scomparso                                  | 17 novembre 1987  |
| 43 | Time Teasers                                                        | Fuga nel tempo                                                        | 18 novembre 1987  |
| 44 | Back Out in the Outback                                             | Zio Paperone e i dischi rotanti                                       | 19 novembre 1987  |
| 45 | Raiders of the Lost Harp                                            | I predatori dell'arpa perduta                                         | 20 novembre 1987  |
| 46 | The Right Duck                                                      | Jet nello spazio                                                      | 23 novembre 1987  |
| 47 | Scroogerello                                                        | Cenerentolo                                                           | 24 novembre 1987  |
| 48 | Double-O-Duck                                                       | 00-Jet                                                                | 25 novembre 1987  |
| 49 | Luck o' the Ducks                                                   | La fortuna dei de' Paperoni                                           | 26 novembre 1987  |
| 50 | Duckworth's Revolt                                                  | Verdure stellari                                                      | 27 novembre 1987  |
| 51 | Magica's Magic Mirror / Take Me Out of the Ballgame                 | Lo specchio magico / I Bassotti in fuorigioco                         | 30 novembre 1987  |
| 52 | Duck to the Future                                                  | Un papero nel futuro                                                  | 1º dicembre 1987  |
| 53 | Jungle Duck                                                         | Piume della giungla                                                   | 2 dicembre 1987   |
| 54 | Launchpad's First Crash                                             | Atterraggio alla Jet                                                  | 3 dicembre 1987   |
| 55 | Dime Enough for Luck                                                | La (s)fortuna di Gastone                                              | 4 dicembre 1987   |
| 56 | Duck in the Iron Mask                                               | La maschera di ferro                                                  | 7 dicembre 1987   |
| 57 | The Uncrashable Hindentanic                                         | L'indistruttibile Hindentanic                                         | 8 dicembre 1987   |
| 58 | The Status Seekers                                                  | Zio Paperone e la maschera di Kutu Lulu                               | 9 dicembre 1987   |
| 59 | Nothing to Fear                                                     | Niente Paura                                                          | 14 dicembre 1987  |
| 60 | Dr. Jekyll & Mr. McDuck                                             | Dottor Jekyll e mister de' Paperoni                                   | 23 dicembre 1987  |
| 61 | Once Upon a Dime                                                    | C'era una volta la Numero Uno                                         | 24 dicembre 1987  |
| 62 | Spies in Their Eyes                                                 | A me gli occhi, spia!                                                 | 25 dicembre 1987  |
| 63 | All Ducks on Deck                                                   | Macchia Nera e l'aereo invisibile                                     | 30 dicembre 1987  |
| 64 | Ducky Horror Picture Show                                           | Paper Horror Picture Show                                             | 31 dicembre 1987  |
| 65 | Till Nephews Do Us Part                                             | Le nozze di zio Paperone                                              | 1º gennaio 1988   |

## Seconda stagione (1988-1989)
Durante la stagione televisiva 1988-89, vennero prodotti due special di due ore di DuckTales:
- Il tempo è denaro ("Time is Money"), con l'introduzione di Bubba (un uomo di Neanderthal) e il suo triceratopo Tootsie;
- Robopap ("Super DuckTales"), con l'introduzione di Fenton Paperconchiglia, il suo alter ego Robopap e sua madre.

Questi due special andarono in onda rispettivamente il 24 novembre 1988 e il 26 marzo 1989, sotto forma di film TV. Successivamente gli special vennero divisi in 5 puntate regolari l'uno e mandati in onda nelle date qui in tabella.
| nº (assoluto) | nº (stagione) | Titolo originale                                           | Titolo italiano                                                  | Prima TV USA     |
| ------------- | ------------- | ---------------------------------------------------------- | ---------------------------------------------------------------- | ---------------- |
| 66            | 1             | Time Is Money: Part 1 - Marking Time                       | Il tempo è denaro (prima parte) - Il tempo delle pietre          | 24 novembre 1988 |
| 67            | 2             | Time Is Money: Part 2 - The Duck Who Would Be King         | Il tempo è denaro (seconda parte) - Il papero che volle farsi re | 24 novembre 1988 |
| 68            | 3             | Time Is Money: Part 3 - Bubba Trubba                       | Il tempo è denaro (terza parte) - Bubba Trubba                   | 24 novembre 1988 |
| 69            | 4             | Time Is Money: Part 4 - Ducks on the Lam                   | Il tempo è denaro (quarta parte) - Un papero in gabbia           | 24 novembre 1988 |
| 70            | 5             | Time Is Money: Part 5 - Ali Buba's Cave                    | Il tempo è denaro (quinta parte) - La caverna di Alì Bubà        | 24 novembre 1988 |
| 71            | 6             | Super DuckTales: Part 1 - Liquid Assets                    | Robopap (prima parte) - La liquidità è tutto                     | 26 marzo 1989    |
| 72            | 7             | Super DuckTales: Part 2 - Frozen Assets                    | Robopap (seconda parte) - Capitali congelati                     | 26 marzo 1989    |
| 73            | 8             | Super DuckTales: Part 3 - Full Metal Duck                  | Robopap (terza parte) - Full Metal Pap                           | 26 marzo 1989    |
| 74            | 9             | Super DuckTales: Part 4 - The Billionaire Beagle Boys Club | Robopap (quarta parte) - I Bassotti miliardari                   | 26 marzo 1989    |
| 75            | 10            | Super DuckTales: Part 5 - Money to Burn                    | Robopap (quinta parte) - Soldi che bruciano                      | 26 marzo 1989    |

### Trama

#### Il tempo è denaro (Time Is Money)
Paperone decide di comprare l'isola più occidentale dell'arcipelago Capopapero di proprietà di Famedoro per 20 milioni di dollari, dando un anticipo di 10 milioni e il restante entro mezzogiorno di venerdì. Famedoro scopre un giacimento di grossi diamanti in una caverna presso l'isola che Paperone sta per comperare, quindi ordina alla Banda Bassotti di "spaccare" l'isola facendola esplodere, facendo diventare l'isola più occidentale dell'arcipelago un'isola deserta, mentre la parte con la miniera è fuori dalla proprietà. Paperone quindi decide di tornare indietro nel tempo di 3 giorni per capire cosa aveva causato l'esplosione, grazie a una macchina del tempo di Archimede, ma  Jet McQuack gira le lancette dell'orologio molto forte facendo tornare Paperone a 1 milione di anni prima. Conosce Bubba, un uomo di Neanderthal, e Tootsie, il suo triceratopo domestico, che si affeziona tanto a Paperone, che invece lo scansa e non lo sopporta minimamente. Paperone dopo aver segnato i diamanti (del passato) con il suo simbolo, si prepara a tornare nel presente con gli altri, ma Bubba e Tootsie salgano sulla macchina, costringendo il miliardario a tenerli a casa.  Durante una visita al deposito il cavernicolo fa entrare per sbaglio i Bassotti che se ne impossessano sbattendoli fuori. Paperone entra nella banca di sua proprietà, per prendere i milioni rimanenti, ma viene scambiato per un impostore e chiuso in carcere: uno dei Bassotti spacciatosi telefonicamente per lui dà una falsa parola in codice ai direttori che Paperone non conosce. Ma Bubba organizza la sua evasione e Paperone però lo rispedisce nel passato per il suo bene. Paperone, Jet e nipotini tornano per rivendicare la miniera e ci riescono grazie a Bubba tornato per stare con loro e il miliardario gli fa costruire una caverna  fuori dalla sua villa, mentre Paperone viene scagionato

#### Robopap (Super DuckTales)
La Banda Bassotti falsifica dei progetti stradali, facendo costruire la nuova strada dove sorge il deposito costringendo Paperone a spostare l'edificio. Il denaro è tanto, perciò a Paperone non rimane che assumere un contabile. Fenton Paperconchiglia, che lavorava alla fabbrica di fagioli, viene assunto rivelandosi un genio del calcolo ma ingenuo e pasticcione. La Banda Bassotti quindi istituisce una società fantasma di appezzamenti di terreno e convince Paperone a comprare un  terreno, che si trova su una montagna molto alta. Fenton decide, sentendo la parola "liquido", di gettare il denaro nel lago, per nasconderlo, ma i Bassotti riescono a trovarlo e distruggere la diga, facendo così uscire il denaro dal lago di Paperone, portandolo nel loro terreno. Fenton convince Paperone che per recuperare il denaro sia necessario ghiacciare il lago dei Bassotti e una volta fatto recuperano il denaro e il deposito viene riempito, ma Fenton usa la Numero Uno per telefonare a Paperone, che viene rubata dai Bassotti. Fenton cerca di recuperare la moneta in tutti i modi, ma non ci riesce, mentre Archimede progetta un furgone-robot che non faccia avvicinare nessuno al deposito, ma nemmeno Paperone. Paperone impone ad Archimede di progettare un robot che abbia un cervello: Archimede costruisce l'armatura robotica, che Fenton (a partire da questa serie) userà avendo accidentalmente scoperto la parola di attivazione, la indossa e si ribattezza Robopap. Robopap riesce a recuperare il decino dopo aver inseguito i furfanti e sconfigge il furgone-robot. Robopap nei giorni successivi diventa il guardiano del deposito e eroe della città. Mamma Bass trova il manuale d'istruzioni dell'armatura che Robopap ha perso durante l'inseguimento e dopo aver fatto evadere il più geniale dei suoi figli,  prende il controllo dell'eroe grazie a uno speciale telecomando e lo costringe a rapinare banche e persino staccare il Deposito dal terreno. I Bassotti diventano miliardari mentre Paperone e famiglia si ritrovano al verde e a dormire nell'hangar di Jet. Qui, Quo, Qua indagano e si impossessano del telecomando. Il Deposito finisce in mare durante la fuga dei delinquenti, venendo poi  recuperato da alcuni robot alieni. Paperone, Jet e Robopap su uno space shuttle raggiungono il pianeta robot, il miliardario e Robopap raggiungono il loro capo, che li cattura e Paperone, perde ogni speranza dopo aver scoperto la vera identità dell'eroe (di cui solo la madre era a conoscenza), ma Fenton liberatosi sconfigge il capo dei robot in quello che gli riesce meglio: i numeri, mandandolo in tilt e recuperando l'armatura, i tre fuggono dopo aver distrutto involontariamente il pianeta e recuperato il Deposito e averlo rimesso al suo posto, sbarazzandosi della nuova strada, regalandola ai Bassotti. Fenton, avendo acquistato più sicurezza in se stesso, chiede a Gandra, una collega di cui è segretamente innamorato, di uscire con lui e lei accetta.

## Terza stagione (1989-1990)
Per questa stagione vennero realizzati altri 3 episodi, che vennero però spostati per dare consistenza al già piccolo numero della quarta stagione (l'ultimo blocco di episodi dopo l'uscita nelle sale del film della serie).
L'episodio 93, La festa di San Valentino, è uno special per la festa di San Valentino andato in onda sul canale americano NBC.
| nº (assoluto) | nº (stagione) | Titolo originale                   | Titolo italiano                   | Prima TV USA      |
| ------------- | ------------- | ---------------------------------- | --------------------------------- | ----------------- |
| 76            | 1             | The Land of Trala La               | La terra del Tra-la-la            | 18 settembre 1989 |
| 77            | 2             | Allowance Day                      | Giorno di Paga                    | 19 settembre 1989 |
| 78            | 3             | Bubbeo & Juliet                    | Bubbeo e Giulietta                | 20 settembre 1989 |
| 79            | 4             | The Good Muddahs                   | Le brave mammine                  | 21 settembre 1989 |
| 80            | 5             | My Mother the Psychic              | Mia madre, la sensitiva           | 22 settembre 1989 |
| 81            | 6             | Metal Attraction                   | Attrazione metallica              | 2 novembre 1989   |
| 82            | 7             | Dough Ray Me                       | Una pioggia di dollari            | 3 novembre 1989   |
| 83            | 8             | Bubba's Big Brainstorm             | Bubba diventa un cervellone       | 6 novembre 1989   |
| 84            | 9             | The Big Flub                       | La grande balla                   | 7 novembre 1989   |
| 85            | 10            | A Case of Mistaken Secret Identity | Scambio d'identità                | 8 novembre 1989   |
| 86            | 11            | Blue Collar Scrooge                | Paperone operaio                  | 9 dicembre 1989   |
| 87            | 12            | Beaglemania                        | Bassott-Mania                     | 10 novembre 1989  |
| 88            | 13            | Yuppy Ducks                        | Yuppy Pap                         | 13 novembre 1989  |
| 89            | 14            | The Bride Wore Stripes             | La sposa portava un abito a righe | 14 novembre 1989  |
| 90            | 15            | The Unbreakable Bin                | Il secur deposito                 | 15 novembre 1989  |
| 91            | 16            | Attack of the Fifty-Foot Webby     | Il gorilla dalla coda lunga       | 16 novembre 1989  |
| 92            | 17            | The Masked Mallard                 | Il papero mascherato              | 17 novembre 1989  |
| 93            | 18            | A DuckTales Valentine              | La festa di San Valentino         | 11 febbraio 1990  |

## Quarta stagione (1990)
Il 10 settembre 1990, The Disney Afternoon ha iniziato la messa in onda, con DuckTales incluso come parte della sua scaletta e si svolge dopo gli eventi del film Zio Paperone alla ricerca della lampada perduta. Lassù sui Monti Paperi, Il papero che sapeva troppo e L'ultima avventura di Paperone sono stati prodotti per la terza stagione, ma sono andati in onda nella quarta.
| nº (assoluto) | nº (stagione) | Titolo originale            | Titolo italiano                     | Prima TV USA      |
| ------------- | ------------- | --------------------------- | ----------------------------------- | ----------------- |
| 94            | 1             | Ducky Mountain High         | Lassù sui Monti Paperi              | 10 settembre 1990 |
| 95            | 2             | Attack of the Metal Mites   | L'invasione delle Pulci Metallivore | 18 settembre 1990 |
| 96            | 3             | The Duck Who Knew Too Much  | Il papero che sapeva troppo         | 26 ottobre 1990   |
| 97            | 4             | New Gizmo-Kids on the Block | Mamma, mi si è ristretta la tuta!   | 5 novembre 1990   |
| 98            | 5             | Scrooge's Last Adventure    | L'ultima avventura di Paperone      | 17 novembre 1990  |
| 99            | 6             | The Golden Goose: Part 1    | Il tocco magico (prima parte)       | 27 novembre 1990  |
| 100           | 7             | The Golden Goose: Part 2    | Il tocco magico (seconda parte)     | 28 novembre 1990  |